# Máles (Lassíthi)
Máles, en grec moderne : Μάλες, est un village du dème d'Ierápetra, dans le district régional de Lassíthi, de la Crète, en Grèce. Selon le recensement de 2011, la population de Máles compte 302 habitants.
Le village est situé à une altitude de 580 m et à une distance de 26 km d'Ierápetra.

## Recensements de la population
| Recensements | 1900 | 1920 | 1928 | 1940 | 1951 | 1961 | 1971 | 1981 | 1991 | 2001 | 2011 |
| ------------ | ---- | ---- | ---- | ---- | ---- | ---- | ---- | ---- | ---- | ---- | ---- |
| Population   | 861  | 1008 | 1049 | 1193 | 1253 | 1151 | 792  | 665  | /    | 499  | 302  |